# Army of Occupation of Germany Medal
Ne doit pas être confondu avec Army of Occupation Medal.
La Army of Occupation of Germany Medal ("médaille de l'armée d'occupation de l'Allemagne") est une médaille de service de l'armée de terre américaine (US Army) créée par une loi du Congrès le 21 novembre 1941 (55 Stat 781). Cette distinction militaire reconnaît le service effectué en Allemagne ou en Autriche-Hongrie entre le 12 novembre 1918 et le 11 juillet 1923.

## Contexte
La Army of Occupation of Germany Medal a été créée par la loi publique 322, du 77e Congrès des États-Unis, le 21 novembre 1941, et annoncée dans le bulletin 34 du ministère de la Guerre, daté du 10 décembre 1941, et dans la circulaire 176 du ministère de la Guerre, datée du 6 juin 1942.

## Conception
La Army of Occupation of Germany Medala été conçue par M. T. A. Rovelstad, Heraldic Division, Office of the Quartermaster General, en juin 1942, et a été approuvée par le secrétaire à la Guerre le 8 juillet 1942.
La médaille est en bronze et mesure 1 1/4 pouce (31,75 mm) de diamètre. Sur l'avers figure le profil du général John J. Pershing, entouré de quatre étoiles indiquant son insigne de grade en tant que commandant général des forces de campagne. En bas à gauche figure l'inscription "GENERAL JOHN J. PERSHING" et à droite une couronne de laurier superposée à une épée avec les dates "1918" et "1923" entourées par la couronne.
L'avers de la médaille comporte les dates de l'occupation de l'Allemagne par les États-Unis. Le revers représente l'aigle américain perché, les ailes déployées, sur la forteresse d'Ehrenbreitstein, qui surplombe le Rhin à Coblence, en Allemagne, entouré des mots " U.S. ARMY OF OCCUPATION OF GERMANY " et de trois étoiles au bas de la médaille. Les trois étoiles au revers symbolisent la 3e Armée, qui comprenait les forces d'occupation de l'Allemagne.
Le ruban, d'une largeur de 1 3/8 pouce (34,925 mm), est composé des bandes suivantes: 1/16 de pouce (1,5875 mm) de bleu outremer 67118 ; 1/16 de pouce d'écarlate 67111 ; 3/16 de pouce (4,7625 mm)  de blanc 67101 ; 3/4 de pouce (19,05 mm) de noir 67138 (centre) ; 3/16 de pouce de blanc ; 1/16 de pouce d'écarlate ; 1/16 de pouce de bleu outremer.